# Тлемсен (гори)
34°44′33″ пн. ш. 1°18′16″ зх. д. / 34.7425° пн. ш. 1.3044444444444° зх. д.
Тлемсен (араб. تلمسان) — гірський хребет на північному заході Алжиру, на території однойменного вілайєту. Входить до масиву Телль-Атлас. Висота гір коливається від 800 м до 1400 м, а найвища точка знаходиться на висоті 1843 м на вершині гори Джебель-Тенучфі. Кількість опадів становить 600 мм на рік. У північній частині хребта знаходиться територія національного парку Тлемсен.